# Ibrido F1
Gli ibridi F1 (dall'inglese F1 hybrid, abbreviazione di Filial 1 hybrid) sono la prima generazione di incroci tra specie o razze diverse.

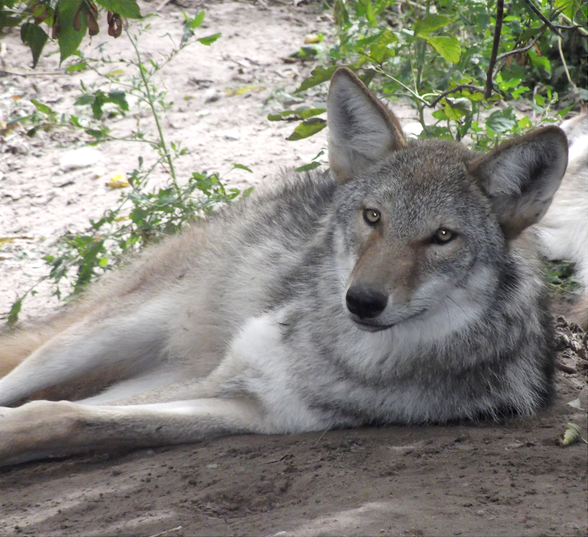
Ibrido F1 tra lupo grigio maschio e coyote femmina.

## Botanica
L'interesse principale in botanica è per l'effetto "genetico" del cosiddetto "lussureggiamento degli ibridi", all'interno di una Specie.
Con tale termine si intende l'effetto di una specifica procedura per produrre semi di particolari caratteristiche.
La procedura consiste nel procedere alla coltivazione di due linee riproduttive della stessa specie, completamente separate tra loro, (in luoghi diversi), per diverse generazioni. 
Ad ogni generazione si pratica una selezione all'interno della popolazione delle due linee per lo stesso "carattere".
A puro titolo di esempio, si considerino due coltivazioni di pomodori, separate tra loro e isolate dalle altre popolazioni della stessa specie. 
In ambedue le coltivazioni, ogni anno vengano conservate solo le piante che portano delle caratteristiche desiderate, quale un "rilevante spessore di polpa" in una, la "resistenza" al fusarium nell'altra. In poche generazioni si avrà la selezione mediante segregazione di quella caratteristica. 
Dopo un congruo numero di generazioni "separate", le due linee sono incrociate tra loro con impollinazione artificiale manuale, permettendo quindi l'impollinazione reciproca tra le piante di una linea con l'altra.
Tale convergenza della stessa caratteristica proveniente da ambedue le segregazioni produce una generazione di semi, (detti appunto F1) che produrranno individui vegetali in cui il carattere ipotizzato, "alto spessore di polpa" e resistenza al fusarium, sarà vistosamente enfatizzato per l'effetto additivo dello stesso carattere proveniente dalle due linee.
Tale effetto, tuttavia, non si manifesterà nelle generazioni successive (F2 ecc.), nelle quali si avrà un progressivo attenuamento del carattere, mentre, per contro, potranno emergere fattori negativi "trascinati" dalla segregazione effettuata. Spesso, nella segregazione di linee resistenti alle malattie si sfavoriscono caratteri quali la produttività; d'altro canto, selezioni che privilegiano la produttività non contemplano caratteri quali la resistenza alle malattie. I semi prodotti da una varietà F1 sono quindi instabili dal punto di vista della conservazione dei caratteri del progenitore F1 e daranno piante con caratteristiche potenzialmente assai diverse tra loro.
La produzione di semi F1, per diversi motivi, è lenta e costosa da un punto di vista economico, tale da giustificare prezzi di mercato molto più alti dei semi comuni. Se i caratteri isolati sono di rilievo e molto vistosi (non ultimo per la qualità o quantità dei frutti prodotti), il costo moltiplicato dei semi dovrebbe essere compensato da un aumentato valore qualitativo e quantitativo dei frutti. 
Un metodo per velocizzare il processo e diminuirne i costi è quello che utilizza la tecnica della selezione assistita da marcatori.
In botanica sono anche possibili ibridi F1 tra specie o genere diversi, che producono, a volte, individui "sterili", quindi incapaci di produrre semi (che possono, quindi, essere moltiplicati solo per via vegetativa); la condizione della assenza di semi nei frutti può essere una caratteristica desiderata: esempio ne sono gli F1 di alcuni agrumi "apireni" (senza semi).

## Zoologia
La dizione interessa anche l'incrocio di diverse specie di animali (in tal caso oggetto di ibridazione "interspecifica", cioè tra due specie diverse, ma biologicamente prossime).
In tal caso, la generazione F1 può essere anche unica, facendo insorgere problemi di sterilità per le generazioni successive.
Esempio di generazione "F1" è il mulo, che è un ibrido F1 tra cavallo femmina e asino maschio.